# 1a Brigada de la Guàrdia Ante Bruno Bušić
La 1a Brigada de Guàrdia Ante Bruno Bušić (en croat: 1. gardijska brigada Ante Bruno Bušić) fou una brigada mecanitzada de guàrdia del Consell de Defensa Croat que va participar durant la guerra de la independència croata i la guerra de Bòsnia. La unitat es va fundar com el regiment el juny del 1992, de manera que el 1994 es va reorganitzar en una brigada de guàrdia. La brigada va rebre el nom de l'emigrant política croata Bruno Bušić.
La 1. Brigada de Guàrdia Ante Bruno Bušić va rebre la medalla de l'Ordre de Nikola Šubić Zrinski amb motiu del Dia de la Victòria i la Gratitud Patriòtica. D'entre moltes infames batalles, va participar l'operació Tempesta.

## Història
La història de la brigada començà el març de 1992, a la ciutat de Posuški Gradac, Bòsnia i Hercegovina, per ordre del general Ante Zorislav Rosa. Es va fundar la primera unitat professional croata a la comunitat croata d'Herceg Bòsnia. A principis de la guerra de Bòsnia, el Consell de Defensa Croat (HVO) ni tan sols s'havia fundat oficialment com una entitat, i els polítics bosníacs de Sarajevo es van convèncer a ells mateixos i a tots els que els envoltaven que no hi hauria una guerra. La unitat està formada exclusivament per voluntaris, amb l'objectiu de defensar-se de l'Exèrcit de la República Srspka. Knez Branimir va ser el primer comandant del batalló. Els membres d'aquesta brigada van arribar de l'Exèrcit croat (HV) per tal d'organitzar una unitat professional. La brigada va lluitar a Krivodola prop de Mostar, per després ser traslladat a la línia de defensa de Livno, i posteriorment els camps es van alinear als fronts de Koričina, Borova glava, Osinja glava, Bućine Košare, Cincar, Strupnić i Čelebić.